# Mistrz Syna Marnotrawnego
Mistrz Syna Marnotrawnego – flamandzki malarz renesansowy czynny w Antwerpii w latach 1530-1560.

## Życiorys

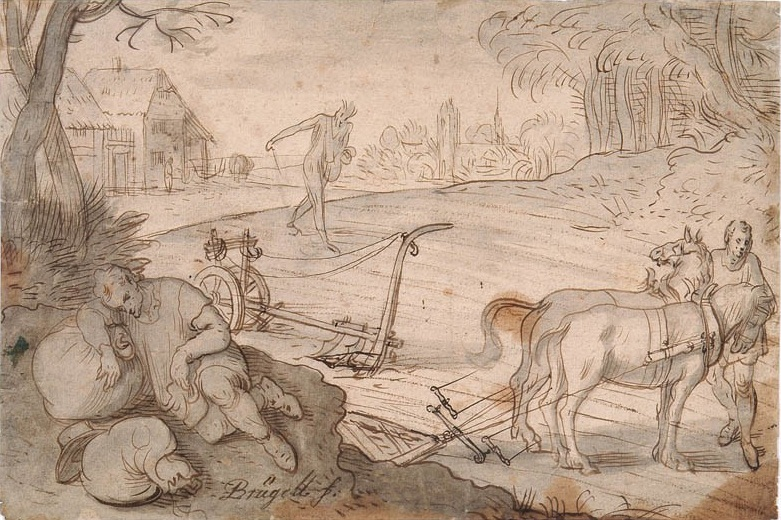
Diabeł siewcą z Muzeum Narodowego w Warszawie

Przydomek anonimowego artysty pochodzi od obrazu Syn marnotrawny wśród ladacznic z kolekcji Muzeum Historii Sztuki w Wiedniu. Pierwotnie dzieło było przypisywane Janowi Mandynowi. Belgijski historyk sztuki Georges Hulin de Loo dokonał w 1909 roku zmiany atrybucji umieszczając dzieło w katalogu Muzeum Sztuki w Gandawie. Niemiecka historyk sztuki, Grete Ring, jako pierwsza opublikowała listę możliwych prac anonimowego mistrza. Na jednej z nich zauważyła monogram „LK”, a następnie powiązała go z Lenaertem Kroesem, nauczycielem Gillisa van Coninxloo. Autentyczność monogramu została jednak podważona i hipoteza ta upadła. Inne prace anonimowego mistrza przypisywano również Anthonisowi van Palermo.
Tworzył głównie dzieła o tematyce religijnej o narracyjnym ujęciu, korzystał z nowo- i starotestamentowych historii. W swoich wcześniejszych pracach nawiązywał do stylów manierystów Pietera van Aelsta, Pietera Aertsena, Jana van Amstela, Jana Mandyna, a w późniejszych obrazach zaobserwować można nawiązania do Pieter Pourbusa i Fransa Florisa. Zabytkowe ruiny widoczne na niektórych jego obrazach wskazują, iż znał miedzioryty Hieronymusa Cocka powstałe w latach 1550-1551. Tylko jeden jego obraz jest datowany na rok 1535. Do jego oeuvre zalicza się prace powstałe w jego pracowni w Antwerpii, które powstały przy współpracy jego uczniów. Niektóre jego obrazy zostały wykonane w kilku kopiach. Prócz obrazów przypisuje mu się autorstwo kilku kartonów (obecnie w Luwrze) – projektów do cyklu tapiserii z Historią Tobiasza oraz grafik m.in. Diabeł siewcą z Muzeum Narodowego w Warszawie.